# Пять романсов на слова из журнала «Крокодил»
«Пять романсов на слова из журнала „Крокодил“» — вокальный цикл Д. Д. Шостаковича для баса и фортепиано, соч. 121. Пять романсов были созданы композитором в конце августа — начале сентября 1965 года. Литературной основой романсов послужили тексты писем и заметок присланных читателями и опубликованных в сатирическом журнале «Крокодил» № 24 от 30 августа 1965 года. Премьера вокального цикла состоялась 28 мая 1966 года в Ленинграде, фортепианную партию исполнял автор.

## История создания
По мнению биографа композитора С. М. Хентовой, Д. Д. Шостакович познакомился с номером заинтересовавшего его журнала «Крокодил» 4 сентября 1965 года в подмосковной Жуковке, где у него была дача, и в тот же день написал свой юмористический вокальный цикл.
Близкий друг композитора И. Д. Гликман, приводит нескольку другую датировку. По его мнению, ещё 30 августа Шостакович читал подборку курьёзных писем и заметок читателей, направленных в сатирический журнал «Крокодил», а 2 или 3 сентября романсы были им завершены. Об обстоятельствах создания романсов композитор писал Гликману в письме от 4 сентября. Как указывает в этом письме Шостакович, в журнале «Крокодил» № 24 (1782) от 30 августа 1965 года, были напечатаны «некоторые забавные мелочи», из которых он выбрал пять текстов (с минимальными изменениями оригинала) и положил их на музыку для баса в сопровождении фортепиано. Для каждого из отобранных пяти текстов Шостакович сам придумал название, и в целом называл эти свои пьесы юморесками. По словам последнего, создавая эти романсы, он пользовался методом социалистического реализма. Как указывает Гликман, отсылка к социалистическому реализму является шутливой формой композитора, являющейся для него очень характерной.
Следует отметить, что Шостакович любил повторять фразу «Люблю юмор и ненавижу зубоскальство». Согласно воспоминаниям о композиторе: «Он не любил смеха грубого, сального. Его требования к юмору были очень высоки. Он часто видел смешное в том, мимо чего другие проходили, ничего не заметив». Предполагается также, что склонность Шостаковича к использованию в своих произведениях юмора, иронии, сатиры и гротеска вызвано не только его индивидуальными наклонностями, и внешними музыкальными влияниями, но и тем, что он приобщился к подобной сфере юмора, когда вынужден был работать в юности тапёром в кинотеатрах. В одном из интервью композитор говорил, что побудительной причиной создания «Романсов» был его интерес к новым жанрам, желание испытать свои силы и сделать что-то новое. Кроме того, отмечается, что Шостаковичу тексты из сатирического журнала могли напомнить юмористические рассказы М. М. Зощенко (писатель работал и некоторое время входил в редколлегию журнала «Крокодил»), с которым он когда-то планировал создать совместное произведение.
К камерной вокальной музыке композитор обращался на протяжении практически всей творческой жизни. Так, несколько вокальных циклов были им написаны ещё в 1920-е годы, а одним из последних сочинений композитора является «Сюита на слова Микеланджело для баса и фортепиано» (1974). При этом для его творчества характерно использование элементов сатиры, гротеска, пародийности, которые являются важной составляющей музыкальной стилистики композитора. Если вести речь о сатирически-пародийной линии в его вокальных циклах, то можно отметить следующие: «Сатиры („Картинки прошлого“). Пять романсов на слова Саши Чёрного для сопрано и фортепиано» (1960), «Четыре стихотворения капитана Лебядкина (из романа Ф. М. Достоевского „Бесы“) для баса и фортепиано» (1974) и др.
Первые три текста были взяты композитором из раздела журнала «Нарочно не придумаешь», в котором публиковались письма читателей, с подборкой разнообразных курьёзов, перлов, ошибок в печати, агитации, быту и т. д. Последние два текста романса были им почерпнуты из раздела «Листая страницы».
Первый романс, получивший название «Чистосердечное признание» (подписан в журнале — «Из объяснения»), создан в виде монолога обиженного пенсионера Исаева Н. М., который, находясь в автобусе, не выдержал того, что водитель не сделал остановку, и ударил «в левое жевало этого хама», что, по его словам, было продиктовано борьбой с хамством: «Вот какие мероприятия приходится применять к изжитию хамства. Не подумайте, что я был пьян. Мне 67 лет, и в то утро я ещё не завтракал». В романсе «Трудноисполнимое желание» (в журнале напечатан с пояснительной надписью — «Из заявления») речь идёт о холостяке, которому требуется «много денег», и он хочет жену, которая не нуждалась бы деньгами, а поэтому просит выслать ему такую побыстрей: «…а если есть в Москве такая, чтобы кормила, чтобы поила, и денег с меня не спрашивала, то сообщите мне её адрес, пожалуйста… пожалуйста». В третьем романсе, названном композитором «Благоразумие» (в номере журнала обозначен — «Из жалобы»), следующий текст: «Хотя хулиган Федулов избил меня, я в органы нашей замечательной милиции не обратился, решил ограничиться полученными побоями».
По поводу четвёртой пьесы, названной «Иринка и пастух» (с журнальной пометкой — «Из лирической корреспонденции Б. Панова»), у композитора с его женой И. А. Шостакович возникла полемика. По словам последнего, Ирина Антоновна просила заменить имя персонажа «Иринка» на другое: «как она говорит, общественность подумает, что это я про неё написал». Однако всё-таки композитор оставил оригинальное имя, так как у других знакомых ему людей могли возникнуть ассоциации уже с их именами. Текст своеобразного «пасторального» романса «Иринка и пастух» выглядит следующим образом:
Она глядит под кручу вниз, на улёгшихся у воды коров, на забавно короткую, когда смотришь сверху, фигурку пастуха. Отсюда он похож на мальчишку. Иринке вдруг очень хочется потискать его в руках, долго подкидывать в чистое голубое небо.
Пастуху Иринка не видна. Коренастый, широкоплечий, он сидит к ней спиной и лупит яйца.

А Иринка ужасно хочет его потискать.
Последний, пятый романс, озаглавленный «Чрезмерный восторг» (в журнале охарактеризован — «Из абатской райгазеты „Сельская новь“») имеет следующий текст: «Первый хлеб! Кому, скажите, из вас не приходилось есть ломоть хлеба нового урожая? Как он чудесно пахнет солнцем, молодой соломой, а главное, комбайнёрскими руками, пропитанными керосином».
Шостакович представил новое произведение Гликману 16 сентября 1965 года, приехав к нему в Ленинград. По словам последнего:
Меня ужасно рассмешили эти чудные пьески, искрящиеся блестящим юмором и пародией. Шостакович создал колоритнейшие музыкальные зарисовки комических фигур, чья декламационная мелодика тесно связана с интонациями живой человеческой речи.
Вокальный цикл был впервые опубликован в журнале «Советская музыка» в № 1 за 1966 год.

## Премьера
Премьера вокального цикла состоялась 28 мая 1966 года в Ленинграде в Малом зале филармонии в исполнении Е. Е. Нестеренко, аккомпанировал Шостакович. На этом авторском концерте, предшествовавшем юбилейным торжествам по случаю шестидесятилетия Шостаковича, композитор последний раз в жизни выступил публично в качестве пианиста. Тогда же состоялась премьера другого необычного вокального произведения композитора и с теми же исполнителями. Была исполнена созданная на самоироничный текст музыкальная юмореска «Предисловие к полному собранию моих сочинений и краткое размышление по поводу этого предисловия». Принимавшая участие в этом концерте Галина Вишневская вспоминала, что Шостакович очень волновался, боялся, что у него откажут руки (у него были проблемы с правой рукой), но выступление в целом прошло благоприятно:
Концерт прошел блестяще, успех был невероятный. Ни до того, ни после не видала я Шостаковича таким вдруг раскрепощённым и радостно-возбуждённым.

— Ах, Галя, я никогда ещё не был так счастлив!
Однако после концерта (около полуночи) Шостаковичу стало плохо и у него случился инфаркт, в связи с чем он несколько месяцев находился в больнице.

## Структура
Вокальный цикл состоит из пяти романсов:
1. Чистосердечное признание (вар.: Собственноручное показание) (Moderato).
2. Трудно исполнимое желание (Moderato).
3. Благоразумие (Largo).
4. Иринка и пастух (Allegro).
5. Чрезмерный восторг (Moderato).

Композитор использовал в интонационном строе романсов (ироническая стилизация) темы и мотивы русской народной песни «Во саду ли, в огороде», из оперы П. И. Чайковского «Пиковая дама», а также из средневековой секвенции «Dies irae» (в романсе «Благоразумие»). Музыкальные средства, использованные в романсах, довольно просты, в них ироничные тексты контрастируют с пародийной «серьёзностью» вокальной партии: «Смены метра, неожиданные паузы, динамические контрасты, прихотливая акцентировка, „топтание голоса“ на повторах нот и неожиданные интервальные подскоки — всё служит выпуклости юмористического эффекта». В музыковедении отмечается, что вокальный цикл создавался под влиянием песенного творчества и оперы «Женитьба» М. П. Мусоргского: «с их омузыкаливанием вполне прозаического, но характерного слога и яркими индивидуальными штрихами каждого шаржа».
Примерная продолжительность произведения около 10 минут.